# Lucjan Żeligowski
Lucjan Żeligowski, né le 17 octobre 1865 à Nieśwież (actuellement Niasvij en Biélorussie) et mort le 9 juillet 1947 à Londres, est un général polonais, ancien combattant de la Première Guerre mondiale, de la guerre russo-polonaise de 1920, et de la Seconde Guerre mondiale. Il est célèbre pour sa mutinerie à la tête de la 1re division lituano-biélorusse et pour avoir proclamé, le 8 octobre 1920, la naissance de l'éphémère république de Lituanie centrale.

## Début militaire
Après avoir obtenu son diplôme d'officiers de l'école militaire en 1885, Lucjan Żeligowski rejoint l'armée russe, où sert à divers postes de commandement. Il participe à la guerre russo-japonaise de 1904 à 1905.
Au cours de la Première Guerre mondiale, il sert comme lieutenant-colonel, commandant d'un régiment.

## Lutte contre les Bolcheviks
Après la révolution de Février 1917, Żeligowski devient un des organisateurs de l'armée polonaise en Russie. Au départ, commandant d'un régiment d'infanterie du 1er Corps polonais en Russie, il est rapidement promu commandement d'une brigade. En 1918, il crée une unité polonaise dans la région de Kuban, qui devient la 4e Division de fusiliers polonais. Comme élément de l'armée polonaise, son unité lutte aux côtés des Armées blanches de Anton Dénikine dans la guerre civile russe. En octobre de la même année, il devient commandant en chef des unités polonaises combattant en Russie.
Après le déclenchement de la guerre russo-polonaise de 1919-1920 et la défaite de Dénikine, l'unité de Żeligowski reçoit l'ordre de battre en retraite vers la Bessarabie roumaine, où il prend part à la défense de la frontière contre les incursions bolcheviques. En avril 1919, la division rentre en Pologne, où elle est incorporée dans l'armée polonaise et renommé 10e division d'infanterie polonaise.
Au cours de la guerre contre la Russie bolchevique, Żeligowski, devient un ami personnel de Józef Piłsudski, et est rapidement promu général et prend le commandement d'un groupe opérationnel de son nom, composé de sa 10e division et d'unités supplémentaires, pour la plupart d'origine partisane. En tant que tel, il devient rapidement commandant du front lituano-biélorusse, dans la région de Polésie et des marais de Pinsk. Au cours de la bataille de Varsovie son unité se joint à la 3e armée polonaise et prend part à la poursuite de l'Armée rouge et à la bataille de la rivière Niémen.

## République de Lituanie centrale
En octobre 1920, Żeligowski, natif de la région historique du grand-duché de Lituanie est choisi pour commander la 1re division d'infanterie lituano-biélorusse, composée principalement de prisonniers de guerre, de bénévoles et de partisans biélorusses et lituaniens. Le 8 octobre, après une mise en scène de mutinerie, il se rebelle avec son unité et prend le contrôle de Wilno (Vilnius) et de sa région alors dans l'orbite bolchévique. Le 12 octobre, il proclame l'indépendance de la république de Lituanie centrale, avec Wilno pour capitale. À la tête de l'armée de ce nouvel État, il dirige une offensive visant à prendre Kaunas à la Lituanie. De facto il s'agit d'une dictature militaire, mais après des élections parlementaires, Żeligowski passe le pouvoir au nouveau parlement élu, qui à son tour décide de céder la région à la Pologne.

## Ministre et parlementaire
Après l'annexion de la Lituanie centrale à la Pologne, Żeligowski continue de servir dans l'armée polonaise. Promu général trois étoiles (Lieutenant général) en 1923, il sert comme un inspecteur de l'armée, et commandant du district militaire de Varsovie. En 1925, il devient ministre des affaires militaires. Évincé par le coup d'État de mai de Piłsudski, il est rapidement renvoyé à son commandement. Il prend sa retraite l'année suivante et s'installe avec sa famille dans le manoir d'Andrzejewo près de Wilno.
En 1930, il publie ses mémoires de la guerre russo-polonaise de 1920 : Souvenirs et réflexions (Wojna w roku 1920. Wspomnienia i rozważania). Il écrit également de nombreux articles sur les conflits du début du XXe siècle pour divers journaux polonais. En 1935, il est élu à la Sejm où il siège jusqu'en 1939.

## Seconde Guerre mondiale

Blason de la famille Żeligowski

Pendant l'invasion de la Pologne en 1939, Żeligowski, alors âgé de 74 ans, souhaite reprendre du service actif, mais il n'est pas accepté en raison de son âge et de sa mauvaise santé. Il sert néanmoins comme conseiller sur le front sud. Après la défaite polonaise, il échappe à la capture par les Allemands et les Soviétiques et réussit à atteindre la France où il rejoint le gouvernement polonais en exil. Membre actif du Conseil national polonais, il s'enfuit à Londres après la défaite française de 1940.
À la fin de la Seconde Guerre mondiale, il souhaite rentrer en Pologne, mais il meurt soudainement le 9 juillet 1947, à Londres. Son corps a été remis à la Pologne, pour être inhumé dans le cimetière militaire de Powązki à Varsovie. Il est fait citoyen d'honneur de Varsovie.

## Honneurs et distinctions
- Croix de commandeur de l'ordre militaire de Virtuti Militari
- Grand-croix de l'ordre Polonia Restituta
- Croix de l'Indépendance avec épées
- 4e classe de l'ordre impérial et militaire de Saint-Georges
- 4e classe de l'ordre de Saint-Vladimir
- 2e classe de l'ordre de Sainte-Anne
- 2e classe de l'ordre de Saint-Stanislas
- Commandeur de la Légion d'honneur
- Médaille interalliée 1914-1918